# Клеопатра (дочь Идаса)
Клеопа́тра (др.-греч. Κλεοπάτρα) — в древнегреческой мифологии дочь Марпессы и аргонавта Идаса, жена Мелеагра.
Клеопатра родила Мелеагру дочь по имени Полидора, которая, согласно «Киприям», вышла замуж за греческого царевича Протесилая (по другой версии, жену Протесилая звали Лаодамия).
Когда во время междоусобной войны между калидонцами и куретами, куреты осадили Калидон, Клеопатра убедила мужа вопереки матери выйти на защиту города. Мелеагр погиб в бою. По другой версии Мелеагра умертвила его мать Алфея, бросив в огонь полено от которого зависела его жизнь.
Один из вариантов мифа говорит о том, что Клеопатра вместе с другими женщинами превратились в цесарок, и были перемещены Афродитой на остров Лерос.